# چروک‌صدف‌سانیان
چروک‌صدف‌سانیان (نام علمی: Ostreina) نام یک زیرراسته از راسته چروک‌صدف‌سانان است.